# 경공업

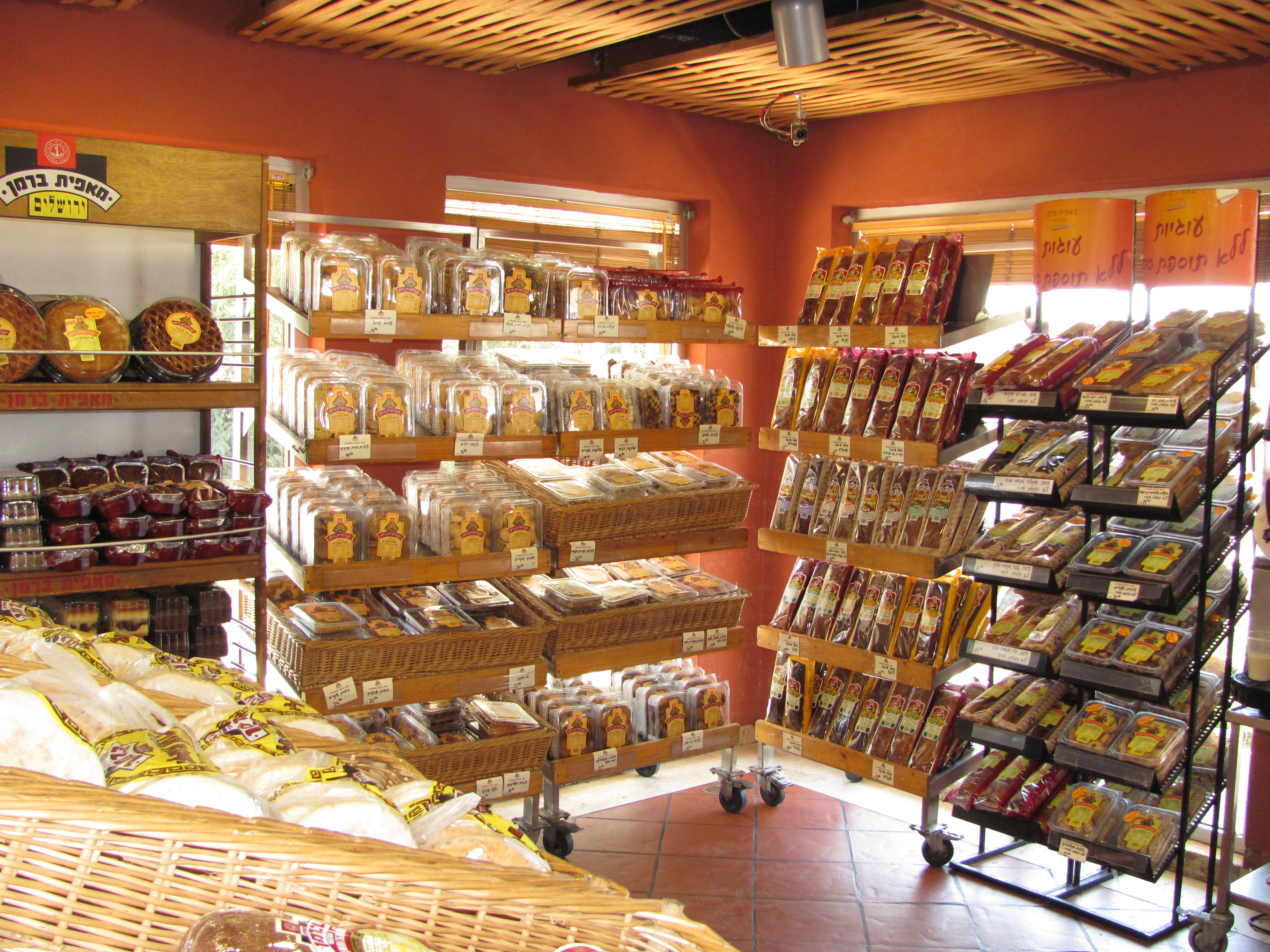

경공업(輕工業)은 輕 가벼울 경, 工 만들 공, 業 일 업으로 부피에 비해 무게가 더 가벼운 물체를 만드는 산업으로, 인쇄·출판업, 식료품, 의류, 신발, 구두, 스포츠용품, 가전제품 등이 경공업 분야에 해당한다.